# بوليفو
بوليفو هي قرية في منطقة غمينا ستوبسك الإدارية في مقاطعة ملافا في محافظة مازوفيا في شرق وسط بولندا. تقع تقريبا على مسافة 6 كيلومتر (4 ميل) جنوب ستوبسك، وبحدود 16 كـم (10 ميل) جنوب ملافا، وكذلك شمال غرب وارسو.